# Shawn Crawford

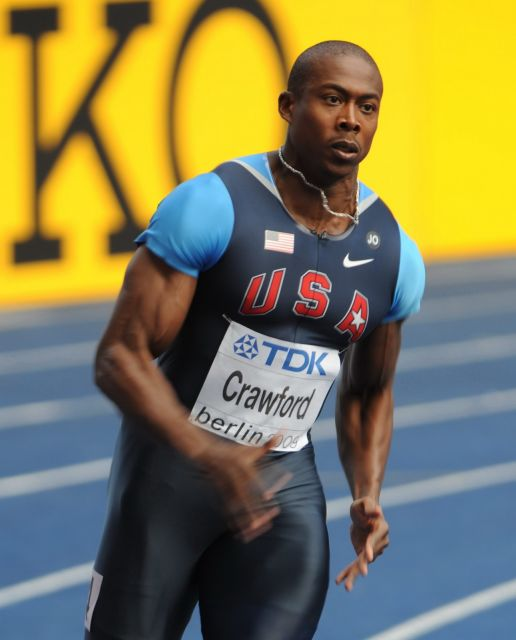
Shawn Crawford bei den Leichtathletik-Weltmeisterschaften 2009

Shawn Crawford (* 14. Januar 1978 in Van Wyck, South Carolina) ist ein US-amerikanischer Leichtathlet. Er war 2001 Hallenweltmeister und 2004 Olympiasieger im 200-Meter-Lauf. 2013 wurde er wegen Verstoßes gegen die Dopingbestimmungen gesperrt.

## Leben
Crawford war seit der Saison 2001 einer der weltbesten Sprinter. Er lief Weltklassezeiten über 100 und 200 Meter. Seine größten Erfolge konnte er allerdings auf der 200-Meter-Strecke feiern. Er wurde 2001 in Lissabon Hallenweltmeister. Bei den Weltmeisterschaften in Edmonton gewann er über 200 Meter die Bronzemedaille. 2003 schied er bei den Hallenweltmeisterschaften im Vorlauf aus.
2004 gewann Crawford bei den Hallenweltmeisterschaften in Budapest die Silbermedaille über 60 Meter. Bei den Olympischen Spielen in Athen trat er an, um drei Medaillen zu gewinnen: über 100 Meter, 200 Meter und in der 4-mal-100-Meter-Staffel. Der erste Start über 100 Meter brachte ihm nur den vierten Platz hinter Maurice Greene. Über 200 Meter konnte er dann seiner Favoritenstellung gerecht werden. Er errang die Goldmedaille mit einer der besten Zeiten, die je gelaufen wurden: 19,79 s. Die 4-mal-100-Meter-Staffel sollte am letzten Tag der Leichtathletikwettbewerbe von Athen die zweite Goldmedaille bringen, jedoch wurde das US-Quartett sensationell von der britischen Stafette geschlagen, und Crawford erhielt eine Silbermedaille.
2005 startete Craword bei den Weltmeisterschaften über 100 Meter, schied jedoch im Halbfinale aus. Bei den Olympischen Spielen 2008 in Peking gewann Crawford die Silbermedaille über 200 Meter, und bei den Weltmeisterschaften 2009 in Berlin wurde er über dieselbe Distanz Vierter. Er war 2001, 2002, 2004 und 2009 US-amerikanischer Meister über 200 Meter. In der Halle gewann er 2004 über 60 Meter.
Nachdem Crawford innerhalb von 18 Monaten dreimal gegen die Meldepflicht seines Aufenthaltsortes verstoßen hatte, um für Dopingkontrollen erreichbar zu sein, wurde er im April 2013 von der US-Anti-Doping-Agentur USADA für zwei Jahre gesperrt.
Shawn Crawford ist 1,81 m groß, wiegt 80 kg und trainierte bei Bob Kersee. 2010 heiratete er die Hürdenläuferin Ginnie Powell. Er studiert Freizeitpark- und Tourismusmanagement und machte außerdem Schlagzeilen, als er 2003 für einen amerikanischen Fernsehsender gegen eine Giraffe und ein Zebra einen 100-Meter-Lauf abhielt. Gegen die Giraffe konnte er gewinnen, gegen das Zebra verlor er.

## Persönliche Bestzeiten
- 60 m: 6,47 s, 28. Februar 2004, Boston
- 100 m: 9,88 s, 19. Juni 2004, Eugene
- 200 m: 19,79 s, 26. August 2004, Athen
  - Halle: 20,26 s, 10. März 2000, Fayetteville